# Greatest Hits (Smokie-Album)
Greatest Hits ist ein Kompilationsalbum der englischen Pop- und Softrockband Smokie. Es wurde am 3. April 1977 bei RAK Records veröffentlicht und von Mike Chapman produziert.

## Hintergrund
Das Album wurde von Nicky Chinn und Mike Chapman produziert, veröffentlicht wurde es erstmals als LP und Musikkassette am 3. April 1977. Es ist eine Zusammenstellung der bis zur Veröffentlichung erfolgreichsten Singles der Band. Dabei enthält es einen Song vom Debütalbum Pass it Around, vier Songs vom Album Changing All the Time von 1975, drei Songs vom Album Midnight Café sowie die beiden bis dahin nicht auf einem Album erschienenen Singles Living Next Door to Alice und Lay Back in the Arms of Someone.
Nicky Chinn und Mike Chapman sind Texter und Komponisten von neun der zehn Titeln, nur einer wurden von dem Sänger Chris Norman und dem Schlagzeuger Pete Spencer geschrieben.

## Titelliste
Das Album besteht aus 10 Titeln. Dabei befanden sich bei der ursprünglichen LP-Version von 1976 je fünf Titel auf jeder Seite:
1. A1: Lay Back in the Arms of Someone (N. Chinn / M. Chapman) – 4:07
2. A2: Something’s Been Making Me Blue (N. Chinn / M. Chapman) – 3:00
3. A3: If You Think You Know How to Love Me (N. Chinn / M. Chapman) – 3:26
4. A4: Pass it Around (N. Chinn / M. Chapman) – 3:07
5. A5: I’ll Meet You at Midnight (N. Chinn / M. Chapman) – 3:16
6. B1: Living Next Door to Alice (N. Chinn / M. Chapman) – 3:27
7. B2: Changing All the Time (N. Chinn / M. Chapman) – 3:24
8. B3: Don’t Play Your Rock ’n’ Roll to Me (N. Chinn / M. Chapman) – 3:17
9. B4: Back to Bradford (C. Norman, P. Spencer) – 2:42
10. B5: Wild Wild Angels (N. Chinn / M. Chapman) – 3:36

## Kommerzieller Erfolg

### Chartplatzierungen
Greatest Hits war das vierte Album von Smokie nach Changing All the Time, Midnight Café sowie dem Kompilationsalbum BRAVO präsentiert Smokie, das in die deutschen Albumcharts einstieg und das erste Nummer-Eins-Album der Band in Deutschland sowie in Österreich. In die deutschen Albumcharts kam es am 1. Mai 1977 und stieg bis zur Chartspitze. Insgesamt war es 67 Wochen in der Hitparade, davon 20 Wochen in den Top 10 und 8 Wochen an der Chartspitze, seine letzte Platzierung hatte es am 23. Oktober 1978. In Österreich kam es am 15. Mai 1977 in die Hitparade und stieg ebenfalls bis auf Platz 1. Das Album verblieb 48 Wochen in der Hitparade, davon 32 Wochen in den Top 10 und 4 Wochen auf Platz 1. In ihrem Heimatland Großbritannien platzierte sich das Album ab dem 30. April 1977 für 23 in den Charts, die Spitzenposition war Platz 6.
| ChartsChartplatzierungen     | Höchstplatzierung | Wochen |
| ---------------------------- | ----------------- | ------ |
| Deutschland (GfK)            | 1 (67 Wo.)        | 67     |
| Österreich (Ö3)              | 1 (48 Wo.)        | 48     |
| Vereinigtes Königreich (OCC) | 6 (23 Wo.)        | 23     |

| ChartsJahrescharts (1977) | Platzierung |
| ------------------------- | ----------- |
| Deutschland (GfK)         | 8           |
| Österreich (Ö3)           | 1           |

| ChartsJahrescharts (1978) | Platzierung |
| ------------------------- | ----------- |
| Deutschland (GfK)         | 50          |
| Österreich (Ö3)           | 16          |

### Auszeichnungen für Musikverkäufe
| Land/Region                  | Auszeichnungen für Musikverkäufe (Land/Region, Auszeichnung, Verkäufe) | Verkäufe |
| ---------------------------- | ---------------------------------------------------------------------- | -------- |
| Australien (ARIA)            | Gold                                                                   | 35.000   |
| Deutschland (BVMI)           | Platin                                                                 | 500.000  |
| Finnland (IFPI)              | Gold                                                                   | 20.000   |
| Norwegen (IFPI)              | —                                                                      | 195.000  |
| Vereinigtes Königreich (BPI) | Silber                                                                 | 60.000   |
| Insgesamt                    | 1× Silber · 2× Gold · 1× Platin ·                                      | 810.000  |

## Belege
1. 1 2 3  Smokie – Greatest Hits bei Discogs; abgerufen am 12. Juni 2021.
2. ↑  Smokie – Greatest Hits. In: austriancharts.at. Abgerufen am 16. Juni 2021.
3. 1 2 3  
Smokie. In: officialcharts.com. Abgerufen am 12. Juni 2021.
4. 1 2 3  Smokie – Greatest Hits. chartsurfer.de, abgerufen am 12. Juni 2021.
5. ↑  Smokie – Greatest Hits. In: austriancharts.at. Abgerufen am 14. Juni 2021.
6. ↑  Jahrescharts 1977 in Deutschland. In: offiziellecharts.de. Abgerufen am 24. Oktober 2024.
7. ↑  Jahrescharts 1977 in Österreich. In: austriancharts.at. Abgerufen am 24. Oktober 2024.
8. ↑  Jahrescharts 1978 in Deutschland. In: offiziellecharts.de. Abgerufen am 24. Oktober 2024.
9. ↑  Jahrescharts 1978 in Österreich. In: austriancharts.at. Abgerufen am 24. Oktober 2024.
10. ↑  Nelson: ARIA Montly Certifications 1990–Present. In: australian-charts.com. 5. November 2013, abgerufen am 16. Juni 2021 (englisch).
11. ↑  Gold-/Platin-Datenbank. In: musikindustrie.de. Abgerufen am 24. Oktober 2024.
12. ↑  Kulta- ja platinalevyt. In: ifpi.fi. Abgerufen am 7. November 2024 (finnisch).
13. ↑  Kurt Bakkemoen: Thespian Turns Pop Star Via Smurf Disk. In: worldradiohistory.com. Billboard, 29. März 1980, abgerufen am 16. Juni 2021 (englisch).
14. ↑  Smokie – Changing All the Time. In: bpi.co.uk. Abgerufen am 16. Juni 2021 (englisch).